# Jim Nildén
Jim Felix Nildén, född 29 februari 1940 i Engelbrekts församling, är en svensk före detta fotbollsspelare i AIK där han mellan 1961 och 1971 gjorde 124 allsvenska matcher. Nildén spelade även åtta landskamper i fotboll. Utöver fotbollen representerade Nildén AIK i både bandy och hockey.

## Familj
Nildéns son David Nildén (född 1973) spelade också fotboll för AIK, och barnbarnen Amanda (född 1998), Matilda (född 2004) och Charlie Nildén (född 2006) spelar samtliga elitfotboll.